# تاریخ زبان آلمانی
زبان آلمانی در قرون وسطای آغازین با تغییر همخوانی آلمانی بالا پدیدار می‌شود. آلمانی بالای باستان، آلمانی بالای میانه و آلمانی بالای نو پیشین در دوران امپراتوری مقدس روم رایج بودند. آلمانی در قرن ۱۹ و ۲۰ شاهد ظهور گونه معیار آن و کاهش گوناگونی‌های گویشی بود.
سده بیستم برای آلمانی فاجعه‌بار بود. پس از جنگ جهانی اول، استفاده از آلمانی به دلیل احساسات ضدآلمانی، سرکوب شد، اما با این وجود هیچ آسیب قابل توجهی به پهنه آلمانی و میانجی بودن آن در برخی مناطق وارد نکرد. با این حال، پس از جنگ جهانی دوم، تغییرات سرزمینی که توسط متفقین اعمال شد، عملاً زبان آلمانی را از قسمت‌های وسیعی از اروپای مرکزی و شرقی که در آن جمعیت‌های آلمانی‌زبان از سده ۱۲ ساکن بودند، حذف کرد. این کار به آسیب و نابودی برخی از گویش‌های محلی ژرمنی مانند گویش‌های آلمانی سیلزیایی، پروسی بالا یا پومرانی شرقی کمک کرد. در پی آن همچنین به وضعیت زبان در اروپای مرکزی-غربی و مرکزی-جنوبی آسیب فراوانی رسانید، جایی که احساسات ضدآلمانی حتی بیشتر از پیش از جنگ بود.

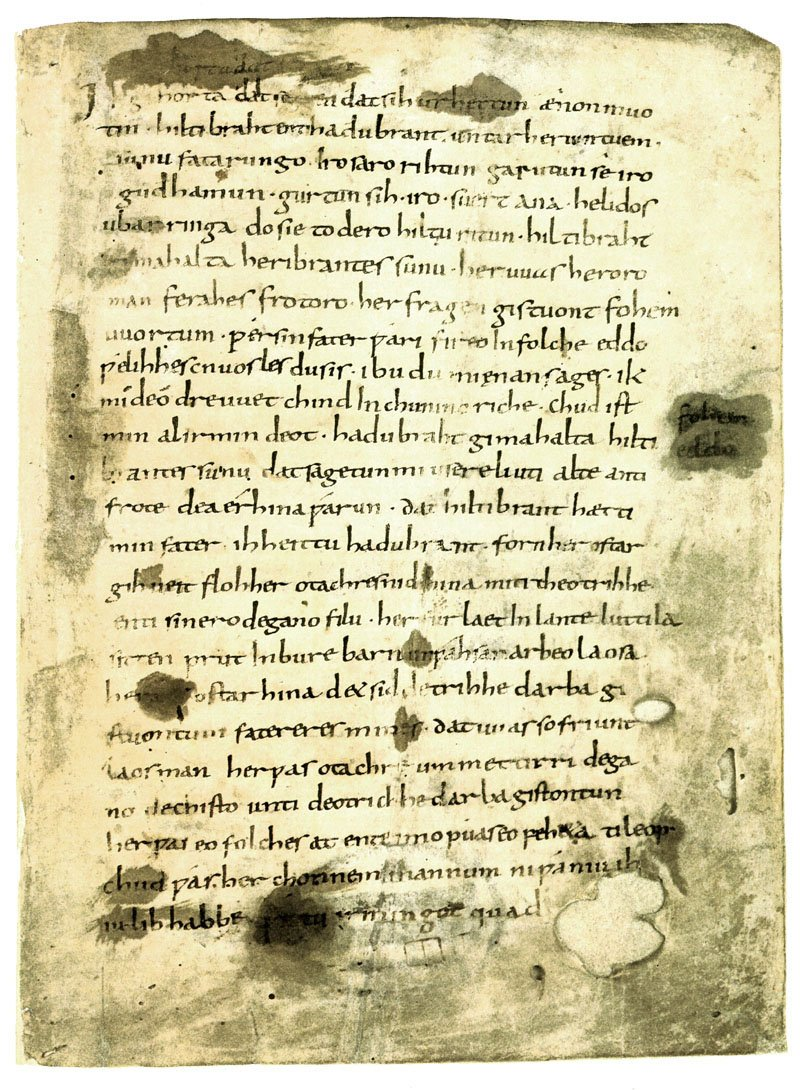
صفحه اول هیلدهبرند مربوط به قرن نهم

## آلمانی بالای باستان
تاریخ زبان آلمانی با تغییر همخوانی آلمانی بالا در دوره مهاجرت‌ها آغاز می‌شود که گویش‌های آلمانی بالای باستان را از ساکسونی باستان جدا می‌کند. این تغییر صوتی شامل تغییرات قابل ملاحظه در تلفظ همخوان‌های انسدادی (سه همخوان واک‌دار ب (b)، د (d)، گ (g) و سه همخوان بی‌واک پ (p)، ت (t) و ک (k)) بود. اثرات اصلی آن به شرح زیر است.
- همخوان‌های انسدادی بی‌واک پس از یک واکه، به همخوان‌های سایشی بی‌واک کشیده (مشدد) تبدیل شدند.
- همخوان‌های انسدادی بی‌واک در آغاز واژگان یا پس از همخوان‌های خاصی به همخوان‌های انسایشی تبدیل شدند؛
- همخوان‌های انسدادی واک‌دار در تنظیمات آوایی خاصی بی‌واک شدند. [۱]

| انسدادی بی‌واک پس از واکه | انسدادی بی‌واک در آغاز واژه | انسدادی واک‌دار |
| ------------------------ | -------------------------- | -------------- |
| / p / → / ff /           | / p / → / pf /             | / b / → / p /  |
| / t / → / ss /           | / t / → / ts /             | / d / → / t /  |
| / k / → / xx /           | / k / → / kx /             | / g / → / k /  |

در حالی که شواهد نوشتاری از آلمانی بالای باستان در چندین کتیبه فوتارک باستان مربوط به آغاز سده ششم میلادی وجود دارد، دوره آلمانی بالای باستان به‌طور کلی با ابروگانز آغاز می شود (نوشته شده در حدود ۷۶۵ –۷۷۵ م) که یک واژه‌نامه آلمانی-لاتین بود که بیش از ۳٬۰۰۰ واژه آلمانی بالا با برابر لاتین آن‌ها را در بر می‌گرفت. پس از ابروگانز، نخستین آثار منسجم به آلمانی بالای باستان در قرن نهم پدیدار شدند که مهم‌ترین آن‌ها موسیپیلی، افسون‌های مرسبورگ، هیلدهبرند و دیگر متون دینی بودند. 
به‌طور کلی، متون برجای‌مانده از آلمانی بالای باستان طیف گسترده‌ای را از گوناگونی گویشی با یکنواختی نوشتاری بسیار کم نشان می‌دهند. سنت نوشتاری آلمانی بالای باستان در آغاز بیشتر به دلیل ترجمه آثار لاتین به زبان‌های محلی در صومعه‌ها و کتابت‌خانه‌ها تداوم یافت. در نتیجه، متن‌های برجای‌مانده با گویش‌های منطقه‌ای بسیار متفاوت نوشته شده‌اند و از نفوذ لاتین قابل توجهی، به ویژه در واژگان، برخوردار هستند.  در این مرحله صومعه‌ها، جایی که بیشتر آثار نوشتاری تولید می‌شدند، تحت سلطه لاتین بودند و از آلمانی فقط گاهی اوقات در نوشتن رسمی و کلیسایی استفاده می‌شد.
زبان آلمانی در طی دوره آلمانی بالای باستان هنوز عمدتاً یک زبان گفتاری و دارای گویش‌های پرشمار و همچنین یک سنت شفاهی بسیار گسترده‌تر از سنت نوشتاری بود. آلمانی بالای باستان که به تازگی از تغییرات همخوانیرهایی یافته بود، یک زبان نسبتاً جدید و ناپایدار بود و از آن پس هم در آن شماری تغییرات آوایی، واجی، صرفی و نحوی رخ داد. عدم معیارسازی این زبان تا پایان دوره‌اش در سال ۱۰۵۰ به دلیل کمبود آثار نوشتاری، بی‌ثباتی زبان و بی‌سوادی گسترده در آن زمان، بود.

## آلمانی بالای میانه
گرچه توافق کاملی در مورد تاریخ دوره آلمانی بالای میانه وجود ندارد، اما به‌طور کلی از ۱۰۵۰ تا ۱۳۵۰ در نظر گرفته می‌شود.  در این دوره قلمرو جغرافیایی قبایل ژرمن، و در نتیجه شمار آلمانی‌زبانان، گسترش قابل توجهی یافت. در دوره آلمانی بالای باستان قبایل ژرمن در شرق فقط تا رودخانه‌های الب و زاله پراکنده بودند اما با آغاز این دوره شماری از این قبایل این مرز شرقی را رد و به قلمرو اسلاوها وارد شدند. با افزایش ثروت و گسترش جغرافیایی گروه‌های ژرمنی، استفاده از زبان آلمانی در دربار اشراف به عنوان زبان معیار دادرسی رسمی و ادبیات افزایش یافت.  نمونه بارز آن mittelhochdeutsche Dichtersprache بود که در دادگاه اشتاوفر در شوابن به عنوان یک زبان نوشتاری معیار فراگویشی به کار گرفته می‌شده‌است. در حالی که این تلاش‌ها هنوز از نظر منطقه‌ای محدود بود، به مرور استفاده از آلمانی به جای لاتین برای برخی اهداف رسمی آغاز شد، که نیاز بیشتر به تنظیم قراردادهای نوشتاری را در پی داشت.
دوره آلمانی بالای میانه بالا به‌طور کلی زمانی که مرگ سیاه در سال‌های ۱۳۴۶–۵۳ بخش بزرگی از جمعیت اروپا را از بین برد، پایان می‌یابد. 

## آلمانی بالای نو پیشین
آلمانی نوین با دوره آلمانی بالای نو پیشین آغاز می‌شود که از ۱۳۵۰ آغاز شد و تا ۱۶۵۰ و با پایان جنگ سی ساله پایان یافت.  در این دوره آلمانی بیش از پیش به عنوان زبان اصلی رسیدگی به دادگاه‌ها جایگزین لاتین شد و رشد ادبیات در ایالت‌های آلمان به‌طور فزاینده‌ای مشاهده شد. گرچه این ایالت‌ها هنوز در کنترل امپراتوری مقدس روم و به دور از هر گونه وحدتی بودند، میل به وجود یک زبان نوشتاری منسجم و قابل فهم در همه بخش‌های آلمانی‌زبان شاهزاده‌نشین‌ها و پادشاهی‌ها بیش از همیشه حس می‌شد. آلمانی به عنوان یک زبان گفتاری، در طول این دوره بسیار شکسته بود چرا که دارای گویش‌های منطقه‌ای بسیاری بود که اغلب برای هم قابل درک نبودند. اختراع چاپ فشاری در حدود ۱۴۴۰ و انتشار ترجمه لوتر از کتاب مقدس در سال ۱۵۳۴، تأثیر بسزایی در معیارسازی زبان آلمانی به عنوان یک زبان نوشتاری فراگویشی داشت.
با انتشار ترجمه محلی لوتر از کتاب مقدس، آلمانی در برابر لاتین به عنوان یک زبان قانونی برای موضوعات درباری، ادبی و اکنون کلیسایی مطرح شد. کتاب مقدس او در ایالت‌های آلمان همه‌گیر شد و تقریباً هر خانوار نسخه‌ای از آن را در اختیار داشت.  با وجود تأثیر کتاب مقدس لوتر به عنوان یک زبان معیار غیررسمی، گونه معیار کاملاً پذیرفته‌شده آلمانی نوشتاری در اواسط قرن هجدهم پدیدار شد. 

## امپراتوری اتریش

نقشه قومی‌زبانی اتریش-مجارستان در سال ۱۹۱۰؛ مناطق آلمانی‌زبان به رنگ قرمز نشان داده شده‌است.

زبان آلمانی زبان تجارت و دولت در امپراتوری هابسبورگ بود که منطقه وسیعی از اروپای مرکزی و شرقی را در بر می‌گرفت. تا اواسط قرن نوزدهم، این زبان اساساً زبان ساکنان شهرها در بیشتر مناطق امپراتوری بود. استفاده از آن نشان می‌داد که گویشورش یک بازرگان یا شخصی از یک منطقه شهری، صرف نظر از ملیتش، است.
پراگ (به آلمانی: Prag) و بوداپست (بودا، آلمانی: Ofen)، به عنوان دو نمونه از مناطق آلمانی‌شده در سال‌های پس از پیوست به امپراتوری هابسبورگ مطرحند و برخی از شهرهای دیگر مانند پوزسونی (آلمانی: Pressburg، براتیسلاوا کنونی) در اصل در دوره هابسبورگ ایجاد شدند و در آن زمان بیشتر آلمانی‌نشین بودند. پراگ، بوداپست، براتیسلاوا و شهرهایی همانند زاگرب (آلمانی: Agram) یا لیوبلیانا (آلمانی: Laibach)، دارای اقلیت‌های آلمانی قابل توجهی بودند.
در استانهای شرقی بانات، بوکوفینا و ترانسیلوانیا (به آلمانی: Banat, Buchenland, Siebenbürgen)، آلمانی نه تنها در شهرهای بزرگتر -همانند Temeschburg (تیمیموآرا)، Hermannstadt (سیبیو) و Kronstadt (براشوو)- زبان غالب بود، بلکه همچنین در بسیاری از شهرهای کوچکتر و روستاها در مناطق اطراف نیز غلبه داشت. 

## معیارسازی
جامع‌ترین راهنمای واژگان زبان آلمانی در فرهنگ لغت Deutsches Wörterbuch یافت می‌شود. این فرهنگ لغت در سال‌های ۱۸۵۲ تا ۱۸۶۰ توسط برادران گریم در ۱۶ بخش ایجاد شده‌است. در سال ۱۸۷۲، قوانین دستوری و نوشتاری آلمانی برای نخستین بار در کتاب راهنمای دودن منتشر شدند. 
در سال ۱۹۰۱، دومین کنفرانس نوشتاری با معیارسازی کامل آلمانی نوشتاری به پایان رسید و کتاب راهنمای دودن به عنوان تعریف معیار آن اعلام شد.  در شمال آلمان، آلمانی معیار برای بیشتر ساکنان که گویش‌های بومی آن‌ها زیرگروه آلمانی پایین بود، یک زبان خارجی به‌شمار می‌رفت. با این وجود آلمانی معیار معمولاً فقط در نوشتار یا سخنرانی رسمی به کار گرفته می‌شد. در واقع، آلمانی بالای معیار بیشتر یک زبان نوشتاری بود و با هیچ‌یک از گویش‌های گفتاری سراسر مناطق آلمانی‌زبان تا حدود قرن ۱۹ یکسان نبود.
اصلاحات رسمی در قوانین سال ۱۹۰۱ آلمانی معیار برای سال‌ها انجام نشد تا اینکه در سال ۱۹۹۶ اصلاحات بحث‌برانگیزی با هماهنگی همه دولت‌های کشورهای آلمانی‌زبان بر آن اعمال شد.  امروزه زبان رسانه‌ها و آثار نوشتاری تقریباً همواره به آلمانی معیار است که اغلب به آن Hochdeutsch، «آلمانی بالا» گفته می‌شود و در تمام مناطق آلمان‌زبان قابل درک است.